# Powerhouse (álbum de Mustasch)
Powerhouse es el tercer álbum del grupo sueco de heavy metal Mustasch. Fue publicado en 2005.

## Lista de canciones
1. "Haunted By Myself" - 4:13
2. "Accident Black Spot" - 3:33
3. "Frosty White" - 3:54
4. "Dogwash" - 3:04
5. "Turn It Down" - 2:49
6. "Life On Earth" - 5:36
7. "Powerhouse" - 3:26
8. "I Lied" - 4:23
9. "I'm Alright" - 3:28
10. "Evil Doer" - 2:58
11. "In The Deep - October" - 8:01

- Datos: Q4346228